# Mettenlicht
Das Mettenlicht erhellt vor allem in den historisch vom Bergbau geprägten Regionen, besonders des Erzgebirges die Christvesper oder Christmetten. Die Tradition des Mettenlichts ist bereits mindestens seit dem 18. Jahrhundert überliefert. Bergleute brachten fackelähnliche, offene Grubenlichter in die Kirchen, um während der weihnachtlichen Messen und des Krippenspiels den Altarraum zu erhellen. Noch im Jahre 1880 hatten die Bergleute der Grube Fürstenvertrag  in Schneeberg das Recht, mit Bergmannsgeleucht in die Kirche St. Wolfgang zu ziehen und es dort während der Messe auf den Emporen abzustellen.
Ruß und Brandgefahr führten Ende des 19. und Anfang des 20. Jahrhunderts weitgehend zu einem Verbot des Gebrauchs offenen Bergmannsgeleuchts in den Kirchen. Das Licht wurde fortan in geschlossenen Mettenlaternen in die Kirchen getragen.
Das Mettenlicht hatte für die religiösen Bergleute eine große Bedeutung und war im Erzgebirge mit viel Aberglaube verbunden. Das Mettenlicht durfte nur zu Hause entzündet und ausgelöscht werden. Verlischt ein Mettenlicht unterwegs oder in der Kirche, so wird einem Träger im kommenden Jahr der Tod verkündet. Ein Rest des Mettenlichtes wurde aufbewahrt und während des Jahres bei Unwetter und Katastrophen abgebrannt, um Schaden von der Familie und dem Haus abzuhalten.
Mettenlichter wurden im 19. Jahrhundert in Form von Kerzen zu Weihnachten häufig als Präsent verschenkt. In manchen Regionen wird das Mettenlicht als Heilig-Abend-Licht in der Mitte der weihnachtlichen Festtafel platziert und an allen drei Weihnachtsfeiertagen angezündet.